# Меріон (округ, Орегон)
Шаблон:StateAbbr_ 44°55′ пн. ш. 122°35′ зх. д. / 44.91° пн. ш. 122.58° зх. д.
Округ  Меріон (англ. Marion County) — округ (графство) у штаті  Орегон, США. Ідентифікатор округу 41047.

## Історія
Округ утворений 1843 року.

## Демографія
За даними перепису 
2000 року 
загальне населення округу становило 284834 осіб, зокрема міського населення було 241260, а сільського — 43574.
Серед мешканців округу чоловіків було 143204, а жінок — 141630. В окрузі було 101641 домогосподарство, 70458 родин, які мешкали в 108174 будинках.
Середній розмір родини становив 3,19.
Віковий розподіл населення поданий у таблиці:
| Стать    | До 15 років | 15-21 | 22-29 | 30-39 | 40-49 | 50-65 | 65-85 | Понад 85 |
| -------- | ----------- | ----- | ----- | ----- | ----- | ----- | ----- | -------- |
| Чоловіки | 33043       | 16258 | 17318 | 21633 | 20537 | 19804 | 13025 | 1586     |
| Жінки    | 31689       | 14273 | 14952 | 19097 | 20360 | 20664 | 17313 | 3282     |

## Суміжні округи
- Клакамас — північ
- Васко — північний схід
- Джефферсон — схід
- Линн — південь
- Полк — захід
- Ямгілл — північний захід

## Виноски
1. ↑  U.S. Decennial Census. United States Census Bureau. Архів оригіналу за 12 травня 2015. Процитовано 26 лютого 2015.
2. ↑  Historical Census Browser. University of Virginia Library. Архів оригіналу за 11 серпня 2012. Процитовано 26 лютого 2015.
3. ↑  Forstall, Richard L., ред. (27 березня 1995). Population of Counties by Decennial Census: 1900 to 1990. United States Census Bureau. Архів оригіналу за 19 лютого 2015. Процитовано 26 лютого 2015.
4. ↑  Census 2000 PHC-T-4. Ranking Tables for Counties: 1990 and 2000 (PDF). United States Census Bureau. 2 квітня 2001. Архів оригіналу (PDF) за 18 грудня 2014. Процитовано 26 лютого 2015.
5. ↑  State & County QuickFacts. United States Census Bureau. Архів оригіналу за 20 червня 2011. Процитовано 15 листопада 2015.(англ.) Наведено за англійською вікіпедією.
6. ↑  American FactFinder. Бюро перепису населення США. Архів оригіналу за 26 лютого 2012. Процитовано 31 січня 2008.

| США | Це незавершена стаття з географії США. Ви можете допомогти проєкту, виправивши або дописавши її. |